# Damina Damini
Damina Damini (Castelfranco Veneto, ... – Udine, 1669 circa) è stata una pittrice italiana.

## Biografia
Sorella di Giorgio e del ben più noto Pietro, di lei si hanno scarse notizie tramandate per lo più da Carlo Ridolfi e da un manoscritto settecentesco conservato nell'archivio Avogadro degli Azzoni.
Si formò in giovanissima età avendo come maestro il fratello Pietro. Spiccò inoltre come abile ricamatrice: utilizzava una particolarissima tecnica con la quale riusciva a creare opere che, a prima vista, potevano essere scambiate per dipinti.
Morì a Udine dove si era trasferita con il marito Alessandro Languidis, medico e collezionista delle opere di Pietro.
Uniche opere a lei attribuite sono dodici piccoli (circa 70 cm per lato) ritratti di apostoli collocati nel duomo di Castelfranco Veneto. Vi si notano degli evidenti richiami al fratello Pietro, ma sono artisticamente inferiori. Nadal Melchiori gli assegnava anche un Battesimo di Cristo per il battistero della stessa chiesa, poi perduto.